# Aleksandr Skugariewski
Aleksandr Pietrowicz Skugariewski, ros. Александр Петрович Скугаревский (ur. w 1892 r. w guberni smoleńskiej, zm. 5 czerwca 1946 r. w więzieniu w Moskwie) – radziecki wojskowy (podpułkownik), zastępca dowódcy Szkolno-Zapasowej Brygady Sił Zbrojnych Komitetu Wyzwolenia Narodów Rosji pod koniec II wojny światowej.
W 1915 r. ukończył szkołę artyleryjską. Brał udział w I wojnie światowej. W 1918 r. został zmobilizowany do wojsk bolszewickich. W czynnej służbie wojskowej znajdował się do 1926 r. i z powrotem od 1937 r. Do końca kwietnia 1942 r. był zastępcą dowódcy ds. zaopatrzenia 3 Pułku Artylerii, a następnie w stopniu podpułkownika objął funkcję zastępcy ds. zaopatrzenia dowódcy 872 Pułku Artylerii Przeciwpancernej. Ostatnim jego stanowiskiem w Armii Czerwonej był zastępca dowódcy 529 Pułku Artylerii. W lipcu 1942 r. w rejonie Starego Oskołu dostał się do niewoli niemieckiej. Przebywał w różnych obozach jenieckich. W styczniu 1945 r. wstąpił do Sił Zbrojnych Komitetu Wyzwolenia Narodów Rosji (KONR). Skierowano go do rezerwy oficerskiej Sił Zbrojnych KONR. W marcu tego roku został awansowany do stopnia pułkownika. Objął funkcję zastępcy dowódcy Szkolno-Zapasowej Brygady Sił Zbrojnych KONR. 9 maja wraz z brygadą poddał się Amerykanom. Jesienią 1945 r. przekazano go Sowietom. Po procesie został skazany na karę 8 lat łagrów. 5 czerwca 1946 r. zmarł w szpitalu w więzieniu na Butyrkach w Moskwie.